# Aszófő
Aszófő là một thị trấn thuộc hạt Veszprém, Hungary. Thị trấn này có diện tích 8,32 km², dân số năm 2010 là 403 người, mật độ 48 người/km².